# Jacaena distincta
Jacaena distincta är en spindelart som beskrevs av Tamerlan Thorell 1897. Jacaena distincta ingår i släktet Jacaena och familjen månspindlar.
Artens utbredningsområde är Myanmar. Inga underarter finns listade i Catalogue of Life.